# Equitazione ai Giochi della XVIII Olimpiade - Concorso completo a squadre
La competizione del concorso completo a squadre di equitazione dei Giochi della XVIII Olimpiade si è svolta nei giorni dal 16 al 19 ottobre 1964 a Karuizawa.

## Classifica finale
La classifica finale era determinata sommando i punti dei migliori tre cavalieri di ogni nazione della prova individuale.
| Pos.    | Nazione          | Binomio               | Binomio           | Risultato Individuale | Risultato Totale |
| Pos.    | Nazione          | Cavaliere             | Cavallo           | Risultato Individuale | Risultato Totale |
| ------- | ---------------- | --------------------- | ----------------- | --------------------- | ---------------- |
| Oro     | Italia           | Mauro Checcoli        | Surbean           | 64,40                 | 85,80            |
| Oro     | Italia           | Paolo Angioni         | King              | 17,87                 | 85,80            |
| Oro     | Italia           | Giuseppe Ravano       | Royal Love        | 3,53                  | 85,80            |
| Oro     | Italia           | Alessandro Argenton   | Scottie           | NC                    | 85,80            |
| Argento | Stati Uniti      | Michael Owen Page     | Grasshopper       | 47,40                 | 65,86            |
| Argento | Stati Uniti      | Kevin Freeman         | Gallopade         | 17,13                 | 65,86            |
| Argento | Stati Uniti      | John Michael Plumb    | Bold Minstrel     | 1,33                  | 65,86            |
| Argento | Stati Uniti      | Lana du Pont          | Mr. Wister        | (-223,93)             | 65,86            |
| Bronzo  | Germania         | Fritz Ligges          | Donkosak          | 49,20                 | 56,73            |
| Bronzo  | Germania         | Horst Karsten         | Condora           | 36,60                 | 56,73            |
| Bronzo  | Germania         | Gerhard Schulz        | Balza, X          | -29,07                | 56,73            |
| Bronzo  | Germania         | Karl-Heinz Fuhrmann   | Mohamet           | (-50,00)              | 56,73            |
| 4       | Irlanda          | Anthony Cameron       | Black Salmon      | 46,53                 | 42,86            |
| 4       | Irlanda          | Tommy Brennan         | Kilkenny          | 1,13                  | 42,86            |
| 4       | Irlanda          | John Harty            | San Michele       | -4,80                 | 42,86            |
| 4       | Irlanda          | Harry Freeman-Jackson | St. Finbarr       | (-68,73)              | 42,86            |
| 5       | Unione Sovietica | German Gazyumov       | Gran              | 23,47                 | -19,63           |
| 5       | Unione Sovietica | Boris Konkov          | Rumb              | -10,97                | -19,63           |
| 5       | Unione Sovietica | Pavel Deyev           | Satrap            | -32,13                | -19,63           |
| 5       | Unione Sovietica | Saybattal Mursalimov  | Dzhigit           | (-53,87)              | -19,63           |
| 6       | Argentina        | Carlos Moratorio      | Chalan            | 56,40                 | -34,80           |
| 6       | Argentina        | Elvio Flores          | Legitima          | -2,73                 | -34,80           |
| 6       | Argentina        | Juan Gesualdi         | Morrina           | -88,47                | -34,80           |
| 6       | Argentina        | Julio Henri           | Imperioso         | NC                    | -34,80           |
| 7       | Australia        | Bill Roycroft         | Eldorado          | 32,20                 | -67,27           |
| 7       | Australia        | Brien Cobcroft        | Stony Crossing    | 8,40                  | -67,27           |
| 7       | Australia        | John Kelly            | Brigalow          | -107,87               | -67,27           |
| 7       | Australia        | Neale Lavis           | Mirrabooka        | NC                    | -67,27           |
| 8       | Francia          | Louis Jean Le Goff    | Leopard           | -37,87                | -133,87          |
| 8       | Francia          | Jean de Croutte       | Mon Clos          | -38,47                | -133,87          |
| 8       | Francia          | Hugues Landon         | Laurier           | -57,53                | -133,87          |
| 8       | Francia          | Jéhan Le Roy          | Garden            | NC                    | -133,87          |
| 9       | Messico          | José González         | Condor            | -36,40                | -374,14          |
| 9       | Messico          | Eduardo Higareda      | Engano            | -159,67               | -374,14          |
| 9       | Messico          | Manuel Mendívil       | Xihuilt           | -178,07               | -374,14          |
| 9       | Messico          | Joaquín Madrigal      | Principiante      | NC                    | -374,14          |
| -       | Gran Bretagna    | Richard Meade         | Barberry          | 29,73                 | NC               |
| -       | Gran Bretagna    | Reuben Samuel Jones   | Master Bernard    | 26,20                 | NC               |
| -       | Gran Bretagna    | James Templer         | M-Lord, Connolly  | NC                    | NC               |
| -       | Gran Bretagna    | Michael Bullen        | Sea Breeze        | NC                    | NC               |
| -       | Giappone         | Mikio Chiba           | Mauta             | -268,47               | NC               |
| -       | Giappone         | Masaki Matsudaira     | Nippo             | NC                    | NC               |
| -       | Giappone         | Masanori Katsumoto    | Eiten             | NC                    | NC               |
| -       | Giappone         | Rikutoshi Maeda       | Hogetsu           | NC                    | NC               |
| -       | Corea del Sud    | Jo Hyeong-Won         | General           | NC                    | NC               |
| -       | Corea del Sud    | Kim Mun-Sik           | Silver Moon Light | NC                    | NC               |
| -       | Corea del Sud    | Kim Yeong-Ro          | Mudgeogongah      | NC                    | NC               |
| -       | Corea del Sud    | Seo Myeong-Won        | Marshall          | NC                    | NC               |

 = Cavallerizza